# Atsuko Ishizuka
Atsuko Ishizuka (いしづか あつこ?, Ishizuka Atsuko; Okazaki, 3 settembre 1981) è un'animatrice e regista giapponese che lavora per la Madhouse dal 2004.

## Opere
- CREMONA (2003) – regia, storia e animazione
- Gravitation (2003) – regia, storia e animazione
- Sakurami Aka (2004) – regia, storia e animazione
- Minna no uta "Tsuki no waltz" (2004) – regia e storia
- Monster (2004–2005) – impostazione disegni e storyboard (episodio 50)
- Minna no uta "Sen no hana sen no sora" (2005) – regia, storia, storyboard e animazione
- Nana (2006–2007) – assistenza regia, regia episodi, storyboard episodi
- Piano Forest - Il piano nella foresta (2007) – direttore unità
- MapleStory (2007–2008) – assistenza regia, regia episodi, storyboard episodi
- Top Secret ~The Revelation~ (2008) – regia episodi, storyboard episodi
- Kurozuka (2008) - regia e storyboard
- Mōryō no hako (2008) – regia episodi
- Chi's Sweet Home: New Address (2009) – storyboard episodi
- Aoi Bungaku (2009) – regia, sceneggiatura e storyboard (Il filo del ragno e La scena dell'inferno di Ryūnosuke Akutagawa), regia episodi (La scena dell'inferno)
- Supernatural: The Animation (2011) – regia, regia episodi e storyboard episodi
- Sakura-sō no pet na kanojo (2012–2013) – regia
- No Game No Life (2014) – regia
- Hanayamata (2014) – regia
- Prince of Stride: Alternative (2016) – regia
- No Game No Life: Zero – regia
- A Place Further Than the Universe (2018) – regia
- Goodbye, DonGlees! (2022) – regia e storia